# Neoaulocystis grayi
Neoaulocystis grayi är en svampdjursart som först beskrevs av James Scott Bowerbank 1869.  Neoaulocystis grayi ingår i släktet Neoaulocystis och familjen Aulocystidae. Inga underarter finns listade i Catalogue of Life.